# دعاية سياسية

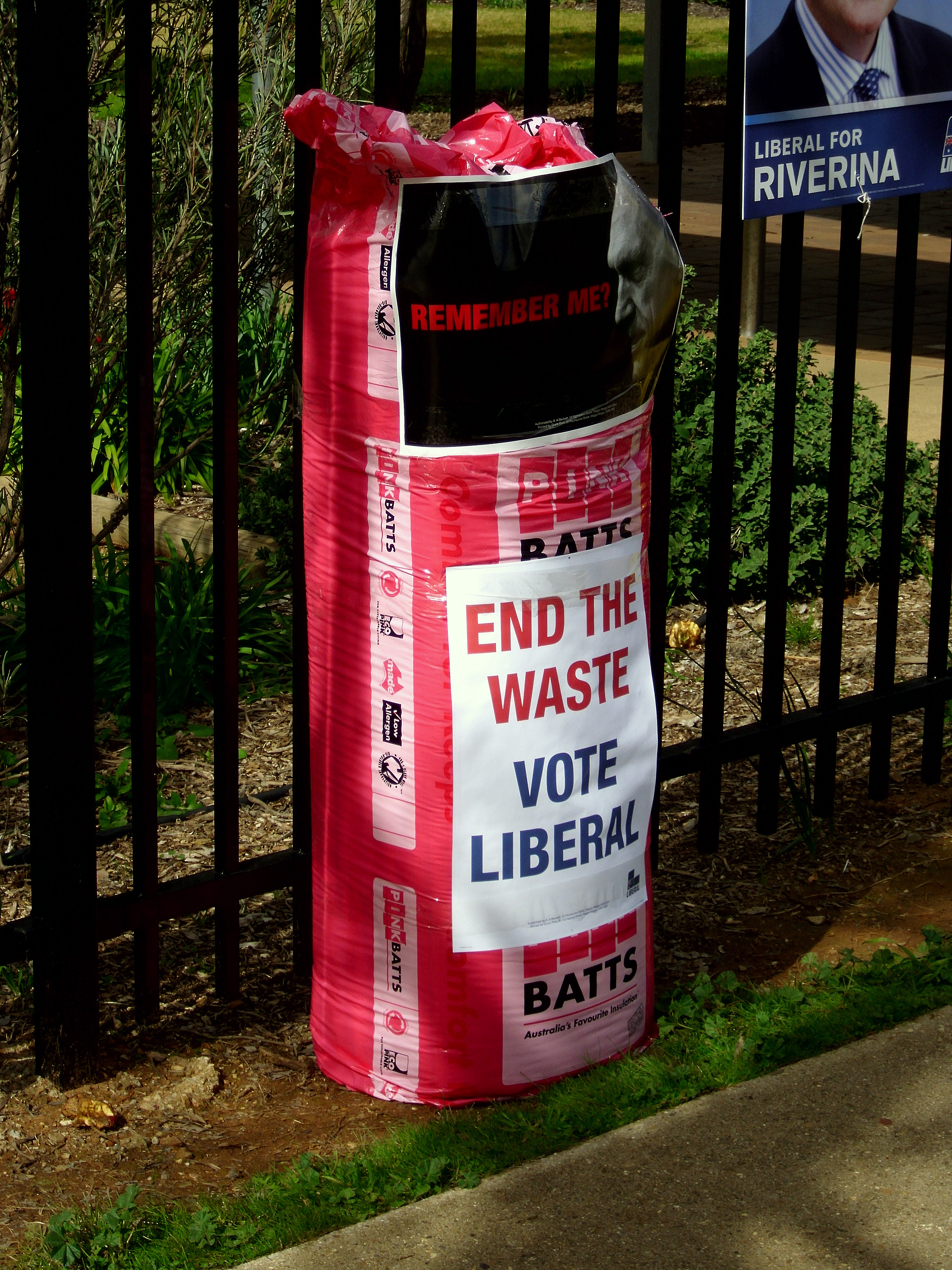

الدعاية السياسية أحد وسائل الحملة الانتخابية هي محاولة إعلامية للتأثير في اتجاهات الناس وآرائهم وسلوكهم ووسيلتها نشر معلومات وحقائق أو أنصاف حقائق أو حتى أكاذيب في محاولة منظمة للتأثير على الرأي العام. فهي عملية تلاعب بالعواطف والمشاعر يقصد فيها الوصول لخلق حالة من حالات التوتر الفكري والشحن العاطفي. 

## نبذة تاريخية عن الدعاية السياسية
يعود للعصور الوسطى وكان منظورها منظور ديني ومن ثم صارت أكثر سياسية. البداية كانت عام 1633 في روما وكانت تهتم بالمهام الخارجية للكنيسة الكاثوليكية والتبشير بالديانة المسيحية في 1792 أنشأت الحكومة الفرنسية وزارة متخصصة بالدعاية، وفيها ناس متخصصين بالدعاية وبعدها بسنوات جاءت الثورة الفرنسية وجعلت الدعاية تزدهر. ولكن الدعاية السياسية لم تعرف مفهومها الحالي إلا بعد الحرب العالمية الأولى فقبل ذلك كانت صفات الدعاية بدائية بالأدوات المستعملة، ومرتبطة بالملوك والشخصيات المهمة أي ليس لها شعبية ولا تعني الشعب، وغير شاملة فهي مختصرة لأنها دون أسس واضحة تقوم عليها وكانت مرتبطة بالحروب ومواجهة الأعداء ولكن بعد الحرب العالمية الأولى وخاصة بعد الحرب العالمية الثانية تطورت الدعاية بشكل كبير وتحولت إلى علم فيها أدوات وتكنولوجية متطورة.
خلاصة القول أن الدعاية السياسية لعبت دورا فعالا في القرن الماضي وحتى بحرب الخليج والحرب على الإرهاب.

## أسس الدعاية السياسية
- قائمة على عقيدة أو فكرة واضحة المعالم.
- استعداد الشعب لتلقي الفكرة حتى لو بطريق جزئي.
- تولد تغييرا معينا في الموقف أو الاستجابة.

خبير الدعاية يستغل الموضوع فهو يسبب اهتمام وتصاعد في الآراء وتغيير السلوك ويستغل أن يخلق شعور إجماعي من الرأي العام. كذلك خبير الدعاية ينسجم مع دوافع الجمهور. وخبير الدعاية يميل إلى التضخم لإشباع متطلبات سيكولوجية معينة (استقرار أسري /استقرار اقتصادي).

## شروط وقواعد الدعاية السياسية
1. التبسيط.
2. منسقة بإحكام.
3. تخصص إعلامي.
4. تعدد أدوات الاتصال.
5. انطلاق من مواقف مكتسبة (أيديولوجية معينة، دين معين، إرهاب)

## أنواع الدعاية السياسية
هناك ثلاث أنواع للدعاية السياسية (بيضاء / رمادية / سوداء)؛
- البيضاء: النشاط المكشوف من قبل دولة ضد دولة أخرى (مثل الدعاية العربية ضد الصهيونية). وهي تُصدر من مصدر معروف وفي العادة يكون المصدر وكالة من الوكالات الحكومية بما في هذا القيادات العسكرية على مختلف مستوياتها، ويشترك هذا النوع من الدعاية مع العمليات النفسية العلنية المكشوفة.

- الرمادية: تختفي وراء هدف معين ولا توضح أي مصدر (إذاعات الدول الاشتراكية والإذاعات السرية من بعض الدول العربية).

- السوادء: قاتمة وتتصف بالكتمان وعدم العلنية وعادة تنبعث من أي مصدر غير المصدر الحقيقي، وتقوم على نشاط المخابرات، والعملاء السريين ميزتها انها تزدهر وتنمو قرب أرض العدو، وتعتبر أداة أساسية للحرب. [3][4]

## المواقف المختلفة للآراء نتيجة الدعاية
1.مؤيد بحماس لفكرة الدعاية
2.مؤيد معتدل
3.غير مبالي
4.معارض من حيث المبدأ
5.معارض بشدة لأسباب موضوعية وذاتية
6.حيادي لا مع ولا ضد
النظم السياسية في العالم تمارس الدعاية السياسية (مكاتب الكويت الإعلامية في واشنطن والهند نشأت خصيصا لتحليل مضامين وسائل الإعلام المختلفة بهدف معرفة مواقفها السياسية تجاهها وإيجاد دعاية معاكسة للرد عليها).

## هناك تسع أدوات لتنفيذ السياسة الخارجية
1.من خلال العمل الدبلوماسي
2.إرسال شخصيات للتفاوض
3.تنظيمات إقليمية ودولية
4.الدعاية السياسية والإعلام.
5.الضغط الاقتصادي
6.دعم الحركات الانفصالية وتشجيعها.
7.اغتيال الرموز السياسية الهامة.
8.كسب الأقليات واستغلالها عند الضرورة
9.الحرب المسلحة
خلاصة القول خبير الدعاية يجب أن يكون ذكي ولا يستعمل الكذب لأنه يأتي بنتيجة عكسية.

## إنظر أيضاً
- ميكو بيليد